# Serie B de 2018–19 (basquetebol masculino)
A Temporada 2018-19 da Serie B, também conhecida como Serie B Old Wild West por razões de patrocinadores, foi a 45ª edição da competição de terciária do basquetebol masculino da Itália segundo sua piramide estrutural. É organizada pela Lega Pallacanestro sob as normas da FIBA e é dividida em quatro grupos.

## Formato
A competição é disputada por 64 equipes divididas em quatro torneios distintos de temporada regular, grupos A, B, C e D, onde as equipes se enfrentam com jogos sendo mandante e visitante, determinando ao término desta as colocações do primeiro ao último colocados. Prevê-se a promoção à Serie A2 aos três melhores classificados no Final Four.

## Temporada Regular

### Tabela de Classificação

#### Grupo A
| Pos. | Clube                               | Pts. | J  | V  | D  | PF    | PC   | Dif. | Classificação       |
| ---- | ----------------------------------- | ---- | -- | -- | -- | ----- | ---- | ---- | ------------------- |
| 1    | Paffoni Omegna                      | 46   | 30 | 23 | 7  | 2.267 | 2017 | 250  | Playoffs            |
| 2    | Solbat Basket Golfo Piombino        | 44   | 30 | 22 | 8  | 2.197 | 2066 | 131  | Playoffs            |
| 3    | All Food Fiorentina Basket Firenze  | 42   | 30 | 21 | 9  | 2.384 | 2136 | 248  | Playoffs            |
| 4    | ELAchem Vigevano 1955               | 40   | 30 | 20 | 10 | 2.261 | 2140 | 121  | Playoffs            |
| 5    | Credit Agricole-Blukart San Miniato | 38   | 30 | 19 | 11 | 2.293 | 2145 | 148  | Playoffs            |
| 6    | LTC S. Giorgio su Legnano           | 36   | 30 | 18 | 12 | 2.268 | 2172 | 96   | Playoffs            |
| 7    | Witt-Acqua S. Bernardo Alba         | 36   | 30 | 18 | 12 | 2.246 | 2173 | 73   | Playoffs            |
| 8    | Mamy.eu Oleggio                     | 34   | 30 | 17 | 13 | 2.152 | 2233 | -81  | Playoffs            |
| 9    | Use Basket Computer Gross Empoli    | 32   | 30 | 16 | 14 | 2.299 | 2186 | 113  |                     |
| 10   | Winterass Omnia Basket Pavia        | 28   | 30 | 14 | 16 | 2.210 | 2185 | 25   |                     |
| 11   | Coelsanus Robur et Fides Varese     | 28   | 30 | 14 | 16 | 2.143 | 2208 | -65  |                     |
| 12   | Montecatiniterme Basketball         | 24   | 30 | 12 | 18 | 2.140 | 2259 | -119 | Disputarão Playouts |
| 13   | Gessi Valsesia Borgosesia           | 22   | 30 | 11 | 19 | 2.094 | 2147 | -53  | Disputarão Playouts |
| 14   | PARADU' Tuscany Ecoresort Cecina    | 18   | 30 | 9  | 21 | 2.172 | 2258 | -86  | Disputarão Playouts |
| 15   | La Sovrana Pulizie Siena            | 8    | 30 | 4  | 26 | 1.950 | 2414 | -464 | Disputarão Playouts |
| 16   | Vinavil-Cipir Domodossola           | 4    | 30 | 2  | 28 | 2.108 | 2445 | -337 | Rebaixado à Serie C |

|  |                                         |
|  | Classificados aos playoffs              |
|  | Classificados para disputar permanência |
|  | Rebaixados diretamente para a Serie C   |

#### Grupo B
| Pos. | Clube                          | Pts. | J  | V  | D  | PF    | PC   | Dif. | Classificação       |
| ---- | ------------------------------ | ---- | -- | -- | -- | ----- | ---- | ---- | ------------------- |
| 1    | Agribertocchi Orzinuovi        | 42   | 30 | 21 | 9  | 2.244 | 1996 | 248  | Playoffs            |
| 2    | Super Flavor Milano            | 40   | 30 | 20 | 10 | 2.377 | 2056 | 321  | Playoffs            |
| 3    | Tigers Cesena                  | 40   | 30 | 20 | 10 | 2.189 | 2085 | 104  | Playoffs            |
| 4    | Rekico Faenza                  | 40   | 30 | 20 | 10 | 2.234 | 2097 | 137  | Playoffs            |
| 5    | Antenore Energia Virtus Padova | 38   | 30 | 19 | 11 | 2.281 | 2145 | 136  | Playoffs            |
| 6    | Juvi Cremona 1952 Ferraroni    | 36   | 30 | 18 | 12 | 2.174 | 2087 | 87   | Playoffs            |
| 7    | Tramarossa Vicenza             | 32   | 30 | 16 | 14 | 2.279 | 2258 | 21   | Playoffs            |
| 8    | Rucker Sanve San Vendemiano    | 32   | 30 | 16 | 14 | 2.316 | 2249 | 67   | Playoffs            |
| 9    | Lissone Interni Bernareggio    | 30   | 30 | 15 | 15 | 2.224 | 2201 | 23   |                     |
| 10   | Gordon Nuova Pall. Olginate    | 28   | 30 | 14 | 16 | 2.084 | 2151 | -67  |                     |
| 11   | Sinermatic Ozzano              | 28   | 30 | 14 | 16 | 2.312 | 2405 | -93  |                     |
| 12   | Gimar Basket Lecco             | 28   | 30 | 14 | 16 | 2.144 | 2129 | 15   | Disputarão Playouts |
| 13   | Bmr Basket 2000 Reggio Emilia  | 24   | 30 | 12 | 18 | 2.077 | 2177 | -100 | Disputarão Playouts |
| 14   | Pallacanestro Crema            | 18   | 30 | 9  | 21 | 2.168 | 2356 | -188 | Disputarão Playouts |
| 15   | Orva Lugo                      | 14   | 30 | 7  | 23 | 2.261 | 2683 | -422 | Disputarão Playouts |
| 16   | Rimadesio Desio                | 10   | 30 | 5  | 25 | 2.050 | 2339 | -289 | Rebaixado à Serie C |

|  |                                         |
|  | Classificados aos playoffs              |
|  | Classificados para disputar permanência |
|  | Rebaixados diretamente para a Serie C   |

#### Grupo C
| Pos. | Clube                                  | Pts. | J  | V  | D  | PF    | PC   | Dif. | Classificação       |
| ---- | -------------------------------------- | ---- | -- | -- | -- | ----- | ---- | ---- | ------------------- |
| 1    | Allianz Pazienza Cestistica San Severo | 54   | 28 | 27 | 1  | 2.267 | 1829 | 438  | Playoffs            |
| 2    | Europa Ovini Chieti                    | 42   | 28 | 21 | 7  | 2.146 | 1937 | 209  | Playoffs            |
| 3    | Ristopro Fabriano                      | 38   | 28 | 19 | 9  | 1.958 | 1866 | 92   | Playoffs            |
| 4    | Unibasket Amatori Pescara              | 38   | 28 | 19 | 9  | 2.203 | 1980 | 223  | Playoffs            |
| 5    | Di Pinto Panifici Bisceglie            | 36   | 28 | 18 | 10 | 2.221 | 2086 | 135  | Playoffs            |
| 6    | Goldengas Pall. Senigallia             | 32   | 28 | 16 | 12 | 2.160 | 2072 | 88   | Playoffs            |
| 7    | Adriatica Industriale Basket Corato    | 30   | 28 | 15 | 13 | 2.132 | 2122 | 10   | Playoffs            |
| 8    | Frata Nardò                            | 30   | 28 | 15 | 13 | 2.236 | 2119 | 117  | Playoffs            |
| 9    | Rossella Virtus Civitanova Marche      | 26   | 28 | 13 | 15 | 2.044 | 2040 | 4    |                     |
| 10   | Giulianova Basket 85                   | 26   | 28 | 13 | 15 | 1.964 | 1961 | 3    |                     |
| 11   | Luciana Mosconi Ancona                 | 24   | 28 | 12 | 16 | 2.176 | 2171 | 5    |                     |
| 12   | Adriatica Press Teramo                 | 20   | 28 | 10 | 18 | 1.949 | 2083 | -134 | Disputarão Playouts |
| 13   | Malloni Bk Porto Sant'Elpidio          | 16   | 28 | 8  | 20 | 1.847 | 2059 | -212 | Disputarão Playouts |
| 14   | Mastria Vending Catanzaro              | 6    | 28 | 3  | 25 | 1.778 | 2218 | -440 | Disputarão Playouts |
| 15   | Globo Campli                           | -2   | 28 | 1  | 27 | 1.838 | 2376 | -538 | Disputarão Playouts |

|  |                                         |
|  | Classificados aos playoffs              |
|  | Classificados para disputar permanência |
|  | Rebaixados diretamente para a Serie C   |

#### Grupo D
| Pos. | Clube                                  | Pts. | J  | V  | D  | PF    | PC   | Dif.  | Classificação       |
| ---- | -------------------------------------- | ---- | -- | -- | -- | ----- | ---- | ----- | ------------------- |
| 1    | Decò Caserta                           | 54   | 30 | 27 | 3  | 2.486 | 2076 | 410   | Playoffs            |
| 2    | Citysightseeing Palestrina             | 50   | 30 | 25 | 5  | 2.511 | 2137 | 374   | Playoffs            |
| 3    | Virtus Arechi Salerno                  | 48   | 30 | 24 | 6  | 2.590 | 2202 | 388   | Playoffs            |
| 4    | Olimpia Matera                         | 42   | 30 | 21 | 9  | 2.343 | 2160 | 183   | Playoffs            |
| 5    | Viola Reggio Calabria                  | 39   | 30 | 21 | 9  | 2.305 | 2061 | 244   | Playoffs            |
| 6    | Ge.Vi. Napoli Basket                   | 36   | 30 | 18 | 12 | 2.242 | 2187 | 55    | Playoffs            |
| 7    | Luiss Roma                             | 34   | 30 | 17 | 13 | 2.400 | 2296 | 104   | Playoffs            |
| 8    | In Più Broker Roma                     | 32   | 30 | 16 | 14 | 2.257 | 2124 | 133   | Playoffs            |
| 9    | IUL Basket Roma                        | 26   | 30 | 13 | 17 | 2.292 | 2300 | -8    |                     |
| 10   | Basket Scauri                          | 26   | 30 | 13 | 17 | 2.291 | 2315 | -24   |                     |
| 11   | Irritec Costa D'Orlando Capo D'Orlando | 24   | 30 | 12 | 18 | 2.369 | 2369 | 0     |                     |
| 12   | Special Days Virtus Valmontone         | 20   | 30 | 10 | 20 | 2.288 | 2383 | -95   | Disputarão Playouts |
| 13   | Green Basket Palermo                   | 18   | 30 | 9  | 21 | 2.258 | 2386 | -128  | Disputarão Playouts |
| 14   | Bava Virtus Pozzuoli                   | 14   | 30 | 7  | 23 | 2.023 | 2298 | -275  | Disputarão Playouts |
| 15   | Alfa Basket Catania                    | 14   | 30 | 7  | 23 | 2.337 | 2506 | -169  | Disputarão Playouts |
| 16   | Treofan Battipaglia                    | 0    | 30 | 0  | 30 | 1.764 | 2956 | -1192 | Rebaixado à Serie C |

|  |                                         |
|  | Classificados aos playoffs              |
|  | Classificados para disputar permanência |
|  | Rebaixados diretamente para a Serie C   |

## Playoffs

### Confrontos
|  | Quartas-de-final | Quartas-de-final                   | Quartas-de-final                   |                     |   | Semifinais          | Semifinais | Semifinais |  |  | Final | Final          | Final |
|  |                  |                                    |                                    |                     |   |                     |            |            |  |  |       |                |       |
|  | 1A               | Paffoni Omegna                     | 2                                  |                     |   |                     |            |            |  |  |       |                |       |
|  | 8B               | Rucker Sanve San Vendemiano        | 0                                  |                     |   |                     |            |            |  |  |       |                |       |
|  | 8B               | Rucker Sanve San Vendemiano        | 0                                  |                     |   | Paffoni Omegna      | 3          |            |  |  |       |                |       |
|  |                  |                                    |                                    |                     |   | Paffoni Omegna      | 3          |            |  |  |       |                |       |
|  |                  |                                    | Rekico Faenza                      | 0                   |   |                     |            |            |  |  |       |                |       |
|  | 4B               | Rekico Faenza                      | Rekico Faenza                      | 0                   | 2 |                     |            |            |  |  |       |                |       |
|  | 4B               | Rekico Faenza                      |                                    |                     | 2 |                     |            |            |  |  |       |                |       |
|  | 5A               | Credit Agricole-Blukart San        | 1                                  |                     |   |                     |            |            |  |  |       |                |       |
|  |                  |                                    |                                    |                     |   |                     |            |            |  |  |       | Paffoni Omegna | 2     |
|  |                  |                                    |                                    | Super Flavor Milano | 3 |                     |            |            |  |  |       |                |       |
|  | 2B               | Super Flavor Milano                | 2                                  |                     |   |                     |            |            |  |  |       |                |       |
|  | 7A               | Witt-Acqua S. Bernardo Alba        | 0                                  |                     |   |                     |            |            |  |  |       |                |       |
|  | 7A               | Witt-Acqua S. Bernardo Alba        | 0                                  |                     |   | Super Flavor Milano | 3          |            |  |  |       |                |       |
|  |                  |                                    |                                    |                     |   | Super Flavor Milano | 3          |            |  |  |       |                |       |
|  |                  |                                    | All Food Fiorentina Basket Firenze | 0                   |   |                     |            |            |  |  |       |                |       |
|  | 3A               | All Food Fiorentina Basket Firenze | All Food Fiorentina Basket Firenze | 0                   | 2 |                     |            |            |  |  |       |                |       |
|  | 3A               | All Food Fiorentina Basket Firenze |                                    |                     | 2 |                     |            |            |  |  |       |                |       |
|  | 6B               | Juvi Cremona 1952 Ferraroni        | 1                                  |                     |   |                     |            |            |  |  |       |                |       |

#### Quartas de final
| Time 1                             | Série | Time 2                      | 1º Jogo | 2º Jogo | 3º Jogo |
| ---------------------------------- | ----- | --------------------------- | ------- | ------- | ------- |
| Paffoni Omegna                     | 2 - 0 | Rucker Sanve San Vendemiano | 74 - 58 | 80 - 64 |         |
| Rekico Faenza                      | 2 - 1 | Credit Agricole-Blukart San | 81 - 69 | 73 - 82 | 70 - 69 |
| Super Flavor Milano                | 2 - 0 | Witt-Acqua S. Bernardo Alba | 69 - 64 | 61 - 55 |         |
| All Food Fiorentina Basket Firenze | 2 - 1 | Juvi Cremona 1952 Ferraroni | 78 - 61 | 81 - 82 | 86 - 58 |

#### Semifinal
| Time 1              | Série | Time 2                             | 1º Jogo | 2º Jogo | 3º Jogo | 4º Jogo | 5º Jogo |
| ------------------- | ----- | ---------------------------------- | ------- | ------- | ------- | ------- | ------- |
| Paffoni Omegna      | 3 - 0 | Rekico Faenza                      | 69 - 61 | 68 - 57 | 74 - 58 |         |         |
| Super Flavor Milano | 3 - 0 | All Food Fiorentina Basket Firenze | 80 - 66 | 75 - 66 | 76 -69  |         |         |

#### Final
| Time 1         | Série | Time 2              | 1º Jogo | 2º Jogo | 3º Jogo | 4º Jogo | 5º Jogo |
| -------------- | ----- | ------------------- | ------- | ------- | ------- | ------- | ------- |
| Paffoni Omegna | 2 - 3 | Super Flavor Milano | 70 - 77 | 77 - 55 | 67 - 63 | 62 - 74 | 64 - 66 |

### Confrontos
|  | Quartas-de-final | Quartas-de-final               | Quartas-de-final      |                       |   | Semifinais                   | Semifinais | Semifinais |  |  | Final | Final                   | Final |
|  |                  |                                |                       |                       |   |                              |            |            |  |  |       |                         |       |
|  | 1B               | Agribertocchi Orzinuovi        | 2                     |                       |   |                              |            |            |  |  |       |                         |       |
|  | 8A               | Mamy.eu Oleggio                | 0                     |                       |   |                              |            |            |  |  |       |                         |       |
|  | 8A               | Mamy.eu Oleggio                | 0                     |                       |   | Agribertocchi Orzinuovi      | 3          |            |  |  |       |                         |       |
|  |                  |                                |                       |                       |   | Agribertocchi Orzinuovi      | 3          |            |  |  |       |                         |       |
|  |                  |                                | ELAchem Vigevano 1955 | 0                     |   |                              |            |            |  |  |       |                         |       |
|  | 4A               | ELAchem Vigevano 1955          | ELAchem Vigevano 1955 | 0                     | 2 |                              |            |            |  |  |       |                         |       |
|  | 4A               | ELAchem Vigevano 1955          |                       |                       | 2 |                              |            |            |  |  |       |                         |       |
|  | 5B               | Antenore Energia Virtus Padova | 1                     |                       |   |                              |            |            |  |  |       |                         |       |
|  |                  |                                |                       |                       |   |                              |            |            |  |  |       | Agribertocchi Orzinuovi | 3     |
|  |                  |                                |                       | Amadori Tigers Cesena | 2 |                              |            |            |  |  |       |                         |       |
|  | 2A               | Solbat Basket Golfo Piombino   | 2                     |                       |   |                              |            |            |  |  |       |                         |       |
|  | 7B               | Tramarossa Vicenza             | 1                     |                       |   |                              |            |            |  |  |       |                         |       |
|  | 7B               | Tramarossa Vicenza             | 1                     |                       |   | Solbat Basket Golfo Piombino | 0          |            |  |  |       |                         |       |
|  |                  |                                |                       |                       |   | Solbat Basket Golfo Piombino | 0          |            |  |  |       |                         |       |
|  |                  |                                | Amadori Tigers Cesena | 2                     |   |                              |            |            |  |  |       |                         |       |
|  | 3B               | Amadori Tigers Cesena          | Amadori Tigers Cesena | 2                     | 2 |                              |            |            |  |  |       |                         |       |
|  | 3B               | Amadori Tigers Cesena          |                       |                       | 2 |                              |            |            |  |  |       |                         |       |
|  | 6A               | LTC S. Giorgio su Legnano      | 1                     |                       |   |                              |            |            |  |  |       |                         |       |

#### Quartas de final
| Time 1                       | Série | Time 2                         | 1º Jogo | 2º Jogo | 3º Jogo |
| ---------------------------- | ----- | ------------------------------ | ------- | ------- | ------- |
| Agribertocchi Orzinuovi      | 2 - 0 | Mamy.eu Oleggio                | 77 - 54 | 77 - 71 |         |
| ELAchem Vigevano 1955        | 2 - 1 | Antenore Energia Virtus Padova | 80 - 68 | 74 - 75 | 72 - 71 |
| Solbat Basket Golfo Piombino | 2 - 1 | Tramarossa Vicenza             | 76 - 70 | 76 - 78 | 62 - 56 |
| Amadori Tigers Cesena        | 2 - 1 | LTC S. Giorgio su Legnano      | 79 - 76 | 61 - 62 | 87 - 68 |

#### Semifinal
| Time 1                       | Série | Time 2                | 1º Jogo | 2º Jogo | 3º Jogo | 4º Jogo | 5º Jogo |
| ---------------------------- | ----- | --------------------- | ------- | ------- | ------- | ------- | ------- |
| Agribertocchi Orzinuovi      | 3 - 0 | ELAchem Vigevano 1955 | 72 - 60 | 65 - 59 | 58 - 56 |         |         |
| Solbat Basket Golfo Piombino | 0 - 3 | Amadori Tigers Cesena | 71 - 81 | 72 - 80 | 70 - 71 |         |         |

#### Final
| Time 1                  | Série | Time 2                | 1º Jogo | 2º Jogo | 3º Jogo | 4º Jogo | 5º Jogo |
| ----------------------- | ----- | --------------------- | ------- | ------- | ------- | ------- | ------- |
| Agribertocchi Orzinuovi | 3 - 2 | Amadori Tigers Cesena | 75 - 65 | 78 - 79 | 62 - 60 | 68 - 77 | 74 - 71 |

### Confrontos
|  | Quartas-de-final | Quartas-de-final                       | Quartas-de-final      |                            |   | Semifinais                             | Semifinais | Semifinais |  |  | Final | Final                                  | Final |
|  |                  |                                        |                       |                            |   |                                        |            |            |  |  |       |                                        |       |
|  | 1C               | Allianz Pazienza Cestistica San Severo | 2                     |                            |   |                                        |            |            |  |  |       |                                        |       |
|  | 8D               | In Più Broker Roma                     | 0                     |                            |   |                                        |            |            |  |  |       |                                        |       |
|  | 8D               | In Più Broker Roma                     | 0                     |                            |   | Allianz Pazienza Cestistica San Severo | 3          |            |  |  |       |                                        |       |
|  |                  |                                        |                       |                            |   | Allianz Pazienza Cestistica San Severo | 3          |            |  |  |       |                                        |       |
|  |                  |                                        | Olimpia Basket Matera | 0                          |   |                                        |            |            |  |  |       |                                        |       |
|  | 4D               | Olimpia Basket Matera                  | Olimpia Basket Matera | 0                          | 1 |                                        |            |            |  |  |       |                                        |       |
|  | 4D               | Olimpia Basket Matera                  |                       |                            | 1 |                                        |            |            |  |  |       |                                        |       |
|  | 5C               | Di Pinto Panifici Bisceglie            | 1                     |                            |   |                                        |            |            |  |  |       |                                        |       |
|  |                  |                                        |                       |                            |   |                                        |            |            |  |  |       | Allianz Pazienza Cestistica San Severo | 3     |
|  |                  |                                        |                       | Citysightseeing Palestrina | 2 |                                        |            |            |  |  |       |                                        |       |
|  | 2D               | Citysightseeing Palestrina             | 2                     |                            |   |                                        |            |            |  |  |       |                                        |       |
|  | 7C               | Adriatica Industriale Basket Corato    | 0                     |                            |   |                                        |            |            |  |  |       |                                        |       |
|  | 7C               | Adriatica Industriale Basket Corato    | 0                     |                            |   | Citysightseeing Palestrina             | 1          |            |  |  |       |                                        |       |
|  |                  |                                        |                       |                            |   | Citysightseeing Palestrina             | 1          |            |  |  |       |                                        |       |
|  |                  |                                        | Ge.Vi. Napoli Basket  | 2                          |   |                                        |            |            |  |  |       |                                        |       |
|  | 3C               | Ristopro Fabriano                      | Ge.Vi. Napoli Basket  | 2                          | 0 |                                        |            |            |  |  |       |                                        |       |
|  | 3C               | Ristopro Fabriano                      |                       |                            | 0 |                                        |            |            |  |  |       |                                        |       |
|  | 6D               | Ge.Vi. Napoli Basket                   | 2                     |                            |   |                                        |            |            |  |  |       |                                        |       |

#### Quartas de final
| Time 1                                 | Série | Time 2                              | 1º Jogo | 2º Jogo | 3º Jogo |
| -------------------------------------- | ----- | ----------------------------------- | ------- | ------- | ------- |
| Allianz Pazienza Cestistica San Severo | 2 - 0 | In Più Broker Roma                  | 77 - 54 | 77 - 71 |         |
| Olimpia Basket Matera                  | 2 - 1 | Di Pinto Panifici Bisceglie         | 74 - 73 | 47 - 64 | 81 - 70 |
| Citysightseeing Palestrina             | 2 - 0 | Adriatica Industriale Basket Corato | 76 - 73 | 86 - 77 |         |
| Ristopro Fabriano                      | 0 - 2 | Ge.Vi. Napoli Basket                | 65 - 78 | 61 - 71 |         |

#### Semifinal
| Time 1                                 | Série | Time 2                | 1º Jogo | 2º Jogo | 3º Jogo | 4º Jogo | 5º Jogo |
| -------------------------------------- | ----- | --------------------- | ------- | ------- | ------- | ------- | ------- |
| Allianz Pazienza Cestistica San Severo | 3 - 0 | Olimpia Basket Matera | 89 - 60 | 90 - 85 | 85 - 80 |         |         |
| Citysightseeing Palestrina             | 3 - 2 | Ge.Vi. Napoli Basket  | 64 - 73 | 87 - 82 | 65 - 67 | 77 - 71 | 83 - 65 |

#### Final
| Time 1                                 | Série | Time 2                     | 1º Jogo | 2º Jogo | 3º Jogo | 4º Jogo | 5º Jogo |
| -------------------------------------- | ----- | -------------------------- | ------- | ------- | ------- | ------- | ------- |
| Allianz Pazienza Cestistica San Severo | 3 - 2 | Citysightseeing Palestrina | 78 - 57 | 75 - 71 | 77 - 83 | 72 - 77 | 77 - 73 |

### Confrontos
|  | Quartas-de-final | Quartas-de-final           | Quartas-de-final          |                       |   | Semifinais          | Semifinais | Semifinais |  |  | Final | Final                     | Final |
|  |                  |                            |                           |                       |   |                     |            |            |  |  |       |                           |       |
|  | 1D               | Decò Caserta               | 1                         |                       |   |                     |            |            |  |  |       |                           |       |
|  | 8D               | Frata Nardò                | 2                         |                       |   |                     |            |            |  |  |       |                           |       |
|  | 8D               | Frata Nardò                | 2                         |                       |   | Frata Nardò         | 0          |            |  |  |       |                           |       |
|  |                  |                            |                           |                       |   | Frata Nardò         | 0          |            |  |  |       |                           |       |
|  |                  |                            | Unibasket Amatori Pescara | 3                     |   |                     |            |            |  |  |       |                           |       |
|  | 4C               | Unibasket Amatori Pescara  | Unibasket Amatori Pescara | 3                     | 2 |                     |            |            |  |  |       |                           |       |
|  | 4C               | Unibasket Amatori Pescara  |                           |                       | 2 |                     |            |            |  |  |       |                           |       |
|  | 5C               | Viola Reggio Calabria      |                           |                       |   |                     |            |            |  |  |       |                           |       |
|  |                  |                            |                           |                       |   |                     |            |            |  |  |       | Unibasket Amatori Pescara | 3     |
|  |                  |                            |                           | Virtus Arechi Salerno | 1 |                     |            |            |  |  |       |                           |       |
|  | 2C               | Europa Ovini Chieti        | 2                         |                       |   |                     |            |            |  |  |       |                           |       |
|  | 7D               | Luiss Roma                 | 0                         |                       |   |                     |            |            |  |  |       |                           |       |
|  | 7D               | Luiss Roma                 | 0                         |                       |   | Europa Ovini Chieti | 1          |            |  |  |       |                           |       |
|  |                  |                            |                           |                       |   | Europa Ovini Chieti | 1          |            |  |  |       |                           |       |
|  |                  |                            | Virtus Arechi Salerno     | 3                     |   |                     |            |            |  |  |       |                           |       |
|  | 3D               | Virtus Arechi Salerno      | Virtus Arechi Salerno     | 3                     | 0 |                     |            |            |  |  |       |                           |       |
|  | 3D               | Virtus Arechi Salerno      |                           |                       | 0 |                     |            |            |  |  |       |                           |       |
|  | 6C               | Goldengas Pall. Senigallia | 2                         |                       |   |                     |            |            |  |  |       |                           |       |

#### Quartas de final
| Time 1                    | Série | Time 2                     | 1º Jogo | 2º Jogo | 3º Jogo |
| ------------------------- | ----- | -------------------------- | ------- | ------- | ------- |
| Decò Caserta              | 1 - 2 | Frata Nardò                | 86 - 78 | 90 - 58 | 70 - 77 |
| Unibasket Amatori Pescara | 2 - 0 | Viola Reggio Calabria      | 20 - 0  | 20 - 0  |         |
| Europa Ovini Chieti       | 2 - 0 | Luiss Roma                 | 81 - 55 | 89 - 66 |         |
| Virtus Arechi Salerno     | 2 - 0 | Goldengas Pall. Senigallia | 65 - 78 | 61 - 71 |         |

#### Semifinal
| Time 1              | Série | Time 2                    | 1º Jogo | 2º Jogo | 3º Jogo | 4º Jogo | 5º Jogo |
| ------------------- | ----- | ------------------------- | ------- | ------- | ------- | ------- | ------- |
| Frata Nardò         | 0 - 3 | Unibasket Amatori Pescara | 77 - 81 | 78 - 85 | 74 - 84 |         |         |
| Europa Ovini Chieti | 1 - 3 | Virtus Arechi Salerno     | 92 - 89 | 70 - 74 | 71 - 86 | 84 - 96 |         |

#### Final
| Time 1                    | Série | Time 2                | 1º Jogo | 2º Jogo | 3º Jogo | 4º Jogo | 5º Jogo |
| ------------------------- | ----- | --------------------- | ------- | ------- | ------- | ------- | ------- |
| Unibasket Amatori Pescara | 3 - 1 | Virtus Arechi Salerno | 81 - 91 | 96 - 86 | 93 - 65 | 91 - 86 |         |

## Final Four
A última fase classificatória da Serie B que credencia três equipes para a Serie A2 sendo que os dois vencedores da primeira rodada juntamente com o vencedor entre os derrotados nesta primeira etapa, são promovidos para a dita divisão.
| Time 1                    | Placar  | Time 2                                 |
| ------------------------- | ------- | -------------------------------------- |
| Super Flavor Milano       | 79 - 74 | Unibasket Amatori Pescara              |
| Agribertocchi Orzinuovi   | 75 - 60 | Allianz Pazienza Cestistica San Severo |
|                           |         |                                        |
| Unibasket Amatori Pescara | 77 - 71 | Allianz Pazienza Cestistica San Severo |

## Playouts
Participam desta repescagem, os 12º e 15º colocados em cada grupo que se cruzam (12ºx15º e 13ºx14º) em "melhor-de-cinco" sendo que os dois perdedores  desta semifinal são rebaixados para a Serie C, enquanto que os vencedores disputam outro quadrangular para definir mais rebaixados.

### Playout A
| Time 1                      | Série | Time 2                           | 1º Jogo | 2º Jogo | 3º Jogo | 4º Jogo | 5º Jogo |
| --------------------------- | ----- | -------------------------------- | ------- | ------- | ------- | ------- | ------- |
| Montecatiniterme Basketball | 3 - 0 | La Sovrana Pulizie Siena         | 78 - 65 | 49 - 65 | 87 - 78 |         |         |
| Gessi Valsesia Borgosesia   | 3 - 1 | PARADU' Tuscany Ecoresort Cecina | 80 - 78 | 82 - 76 | 63 - 71 | 77 - 63 |         |

### Playout B
| Time 1                        | Série | Time 2              | 1º Jogo | 2º Jogo | 3º Jogo | 4º Jogo | 5º Jogo |
| ----------------------------- | ----- | ------------------- | ------- | ------- | ------- | ------- | ------- |
| Gimar Basket Lecco            | 3 - 0 | Orva Lugo           | 87 - 55 | 86 - 67 | 60 - 78 |         |         |
| Bmr Basket 2000 Reggio Emilia | 1 - 3 | Pallacanestro Crema | 84 - 72 | 84 - 77 | 61 - 78 | 94 - 64 |         |

### Playout C
| Time 1                        | Série | Time 2                    | 1º Jogo | 2º Jogo | 3º Jogo | 4º Jogo | 5º Jogo |
| ----------------------------- | ----- | ------------------------- | ------- | ------- | ------- | ------- | ------- |
| Adriatica Press Teramo        | 3 - 0 | Globo Campli              | 70 - 68 | 51 - 67 | 76 - 58 |         |         |
| Malloni Bk Porto Sant'Elpidio | 3 - 0 | Mastria Vending Catanzaro | 85 - 60 | 56 - 77 | 71 - 54 |         |         |

### Playout D
| Time 1                         | Série | Time 2               | 1º Jogo | 2º Jogo | 3º Jogo | 4º Jogo | 5º Jogo |
| ------------------------------ | ----- | -------------------- | ------- | ------- | ------- | ------- | ------- |
| Special Days Virtus Valmontone | 3 - 0 | Alfa Basket Catania  | 76 - 72 | 89 - 67 | 75 - 74 |         |         |
| Green Basket Palermo           | 0 - 3 | Bava Virtus Pozzuoli | 69 - 77 | 79 - 88 | 69 - 74 |         |         |

### Playout 2º Turno
| Time 1                        | Placar  | Time 2               |
| ----------------------------- | ------- | -------------------- |
| Gessi Valsesia Borgosesia     | 45-67   | Pallacanestro Crema  |
| Malloni Bk Porto Sant’Elpidio | 74-62   | Bava Virtus Pozzuoli |
|                               |         |                      |
| Gessi Valsesia Borgosesia     | 92 - 70 | Bava Virtus Pozzuoli |

## Artigos relacionados
- Serie A
- Serie A2
- Seleção Italiana de Basquetebol

## Promoção e rebaixamentos

### Promovidos
- Super Flavor Milano
- Agribertocchi Orzinuovi
- Unibasket Amatori Pescara

### Rebaixados
- Vinavil-Cipir Domodossola
- Rimadesio Desio
- Treofan Battipaglia
- Orva Lugo
- Alfa Basket Catania
- La Sovrana Pulizie Siena
- Globo Campli
- Mastria Vending Catanzaro
- Green Basket Palermo
- Bmr Basket 2000 Reggio Emilia
- PARADU' Tuscany Ecoresort Cecina
- Bava Virtus Pozzuoli